# Dinarthrum octobrius
Dinarthrum octobrius är en nattsländeart som beskrevs av Malicky och Chantaramongkol 1994. Dinarthrum octobrius ingår i släktet Dinarthrum och familjen kantrörsnattsländor. Inga underarter finns listade i Catalogue of Life.